# Narmer
Narmer was de eerste farao van Egypte en waarschijnlijk de stichter van de eerste dynastie. Met Menes liet Manetho zijn bekende geschiedenis van Egypte in dynastieën beginnen, namelijk als eerste vorst van de eerste dynastie. Narmer zou mogelijk geleefd hebben rond 3100 v. Chr. en zou verantwoordelijk zijn voor de (eerste) eenmaking van Egypte en voor de stichting van de stad Memphis.
De echtgenote van Narmer lijkt de uit het noorden afkomstige prinses Neith-hotep te zijn. Haar naam is gevonden in de graven van Narmers directe opvolgers Hor-Aha en Djer, hetgeen impliceert dat zij de moeder of de vrouw van Hor-Aha was, waardoor Narmer in dat laatste geval geïdentificeerd zou kunnen worden met Hor-Aha. In 1990 werd echter nabij Abydos een funerair zegel ontdekt, gewijd aan de god Chentiamentioe. Op dit zegel staan de doden van de necropolis: Narmer, Hor Aha, Djer, Djet. Hiermee kon de theorie dat Narmer dezelfde persoon was als Hor-Aha worden afgedaan.
Het graf van Narmer wordt gedacht graf B17 en B18 in Umm el-Qaab bij Abydos te zijn. Verder wordt de kennis van deze historische figuur bemoeilijkt door schaars en tegenstrijdig bewijsmateriaal en bronnen.

## Het Menes-Narmer vraagstuk
Onder egyptologen bestaat twijfel of Narmer dezelfde persoon is als de minder bekende heerser Menes. De verwarring is ontstaan door bronnen en inscripties die Menes als de eerste koning van het verenigd Egypte aanduiden, en niet Narmer. Op de koningslijst van Abydos staat geschreven dat de eerste koning van Egypte Meni heette, en ook Manetho noemt Menes als de eerste heerser over de verenigde landen van Boven (Zuid)- en Beneden (Noord)-Egypte.
De verwarring wordt versterkt door weer andere bronnen die Hor-Aha als eerste koning van het verenigd Egypte noemen.
Dat Narmer tegenwoordig onder een deel van de egyptologen wordt beschouwd als effectieve 'veroveraar' van Neder-Egypte (Narmer was al heerser in Opper-Egypte), is te danken aan het Narmerpalet. Dit voorwerp werd in 1898 in de tempel van Hiërakonpolis ontdekt. Uit dit 'schminkpalet' kan worden afgeleid dat er een heerser was die Nar-mer heette en die Neder-Egypte veroverde. Er zijn twee leeuwen op te zien, die met hun lange ineengestrengelde slangachtige nekken een ruimte voor een 'schminkkom' zouden vormen. Dit ineenstrengelen wordt vergeleken met het samenknopen van de lotus en papyrusplant, symbolen van Boven- en Beneden-Egypte, en zou eveneens het verenigen van Egypte uitbeelden.
Op een ander 'pronkpalet' uit Hiëraconpolis met twee hyena's op de buitenrand, zijn dezelfde katachtige dieren met lange nekken te zien; nu omstrengelen ze elkaar niet, maar eten een antiloop en de schminkkom staat tussen hen in. 
Narmer zou een voorganger en mogelijk  de vader zijn van Horus Aha en Horus Aha ('de strijder') dezelfde zijn als Menes. Menes was in de koningslijsten volgens de oude Egyptenaren de eerste menselijke heerser, 'na generaties van goden en de geest van de voorvaderen'.
Egyptische vorsten droegen meerdere namen en konden diverse epitheta hebben. Menes zou er één kunnen zijn, verwijzend naar de daad van eenmaking. Op grond van de vorm is Menes de geboortenaam van de farao. Zo benaderd en op basis van archeologisch materiaal is het mogelijk om Narmer gelijk te stellen aan Menes, wat door sommige egyptologen gedaan wordt.
Andere egyptologen menen dat Menes de opvolger was van Narmer, en dus dezelfde persoon was als Hor-Aha.
Door sommige egyptologen wordt ook de Opper-Egyptische vorst Schorpioen II gelijkgesteld aan Narmer.

## Vereniging van Opper- en Neder-Egypte
Vóór 3100 v. Chr. is er geen sprake van een staat Egypte, het land bestond uit twee delen met hun eigen heersers. Deze twee gebieden waren Opper-Egypte (in het zuiden) en Neder-Egypte (in het noorden). Gegevens over koningen zijn in de periode van voor de eenmaking nauwelijks bewaard gebleven.
Volgens de latere Oud-Egyptenaren was het allemaal begonnen met de goden die oorspronkelijk Egypte zouden beheersen, Horus was de laatste god en na hem kwamen de mensen. Deze noemden zich de 'volgelingen van Horus' en leefden rond de tijd van Menes, ze kregen een semi-goddelijke status.
Omstreeks 3100 v.Chr. werd Neder-Egypte veroverd en verenigd in wat nu Egypte is. Als document hebben we het Narmerpalet waarin Narmer verschillende stammen onderwerpt. Er wordt getwijfeld of Narmer de enige persoon is geweest die Neder-Egypte heeft veroverd. Ongetwijfeld zullen er voordien al expedities hebben plaatsgevonden naar het noorden om een einde te maken aan de oorlogen die beide streken voerden. Het is immers zo dat Opper- en Neder-Egypte al koningen kenden voor het begin van de eerste dynastie. Waarschijnlijk dat de Opper-Egyptische vorst Schorpioen reeds campagnes had gevoerd tegen Neder-Egypte.
Volgens Tyldesley heerste koningin Neith-hotep aanvankelijk alleen over Neder-Egypte, maar zij huwde de koning-veldheer Narmer van Opper-Egypte. Een archeologische aanwijzing voor dit dynastieke huwelijk zou zijn te vinden bij een massa bewerkte wapens die in Hiërakonpolis zijn teruggevonden. Op een daarvan staat Narmer afgebeeld met de typische rode kroon van Neder-Egypte terwijl hij in een niet nader gespecificeerde ceremonie optreedt. Dit zou zijn huwelijksceremonie met koningin Neith-hotep zijn.
Er bestaat nog een theorie dat Narmer bij zijn kroning al virtueel heerser was over Neder-Egypte, als erfenis van koning Schorpioen. Maar dat deze farao de eer opstreek door het nieuws te verspreiden dat onder zijn koningschap de beide landen een werden. Zo komt het waarschijnlijk dat schrijvers als Herodotus en Manetho de Egyptische monarchie toeschrijven aan Narmer - Menes.

## Stichting van Memphis
Naast de vereniging van Egypte, wordt aan Menes ook de stichting van de (latere) stad Memphis toegeschreven. Het archeologische materiaal, stammend uit deze periode, bevestigt de bewering van Herodotus (Histories, II, 99).
Volgens Herodotus werd de stad gesticht als een vrij solide stad. Menes zou namelijk eerst een dijk gebouwd hebben om de stad te beschermen tegen de jaarlijkse overstroming van de Nijl. Deze bewering is wellicht niet helemaal correct. Herodotus spreekt over een dijk die er in zijn tijd wel stond, maar het kan goed zijn dat in de tijd van Narmer dit nog niet zo was.
Memphis is gelegen op de westoever van de Nijl, een kleine 25 kilometer ten zuiden van Caïro. Wat opvalt, is de erg centrale ligging van de stad, niet ver van de (voormalige) grens tussen de beide landen. Een theorie is dan ook dat na de vereniging van Opper- en Neder-Egypte diepgewortelde twisten naar boven kwamen. Narmer wilde met Memphis een verdedigingsbastion maken tegen de dreigingen vanuit het noorden.
De stad Memphis was in het Oude Egypte beter bekend als 'de Witte Muur', het had waarschijnlijk als doel de superioriteit van het overwinnende land in de verf te zetten. Een ander motief was om een krachtige, nieuwe hoofdstad te bouwen en de macht te centraliseren om zo effectief mogelijk het land te kunnen besturen.
Bezwaren tegen de stelling dat Memphis al een hoofdstad was ten tijde van Narmer, kunnen waarschijnlijk worden ontkracht. Bij nieuwe kroningen in de Proto-dynastieke Periode werden rituelen uitgevoerd op het grondgebied van Memphis, wat duidelijk het belang van de stad aantoont.

## Het Narmerpalet
Een van de belangrijkste bronnen van informatie over Narmer is het Narmerpalet, dit bevindt zich in het Egyptisch Museum in Caïro. Het 'palet' werd in 1898 gevonden en kan gedateerd worden op 3100 tot 3050 v.Chr. Het palet heeft nooit een praktische functie gehad, maar een ceremoniële en ook een propagandistische functie. Narmer wilde met dit palet het nieuws verspreiden dat hij dit land had verenigd.
Naast alle interessante afbeeldingen, zien we in het midden een holte met daarom heen twee fantasiedieren die met hun nekken verstrengeld zijn. Deze manier van fantasiedieren afbeelden heeft een overeenkomst met de cultuur in Mesopotamië. De vraag rijst in welke mate dit palet effectief werd gebruikt voor praktische doeleinden of louter een symbolische functie als artefact in een tempel. En of Narmer contacten had of beïnvloed was door de Mesopotamische cultuur.
Volgens egyptologen is men het erover eens dat Narmer zijn gezag trachtte te vestigen door de vernietiging van lokale machtscentra en niet koos voor een federatie. In een deel van het Narmerpalet is duidelijk de vernietigende macht te zien van de heerser en sommigen zien hier ook de stichting van Memphis in.

## Galerij

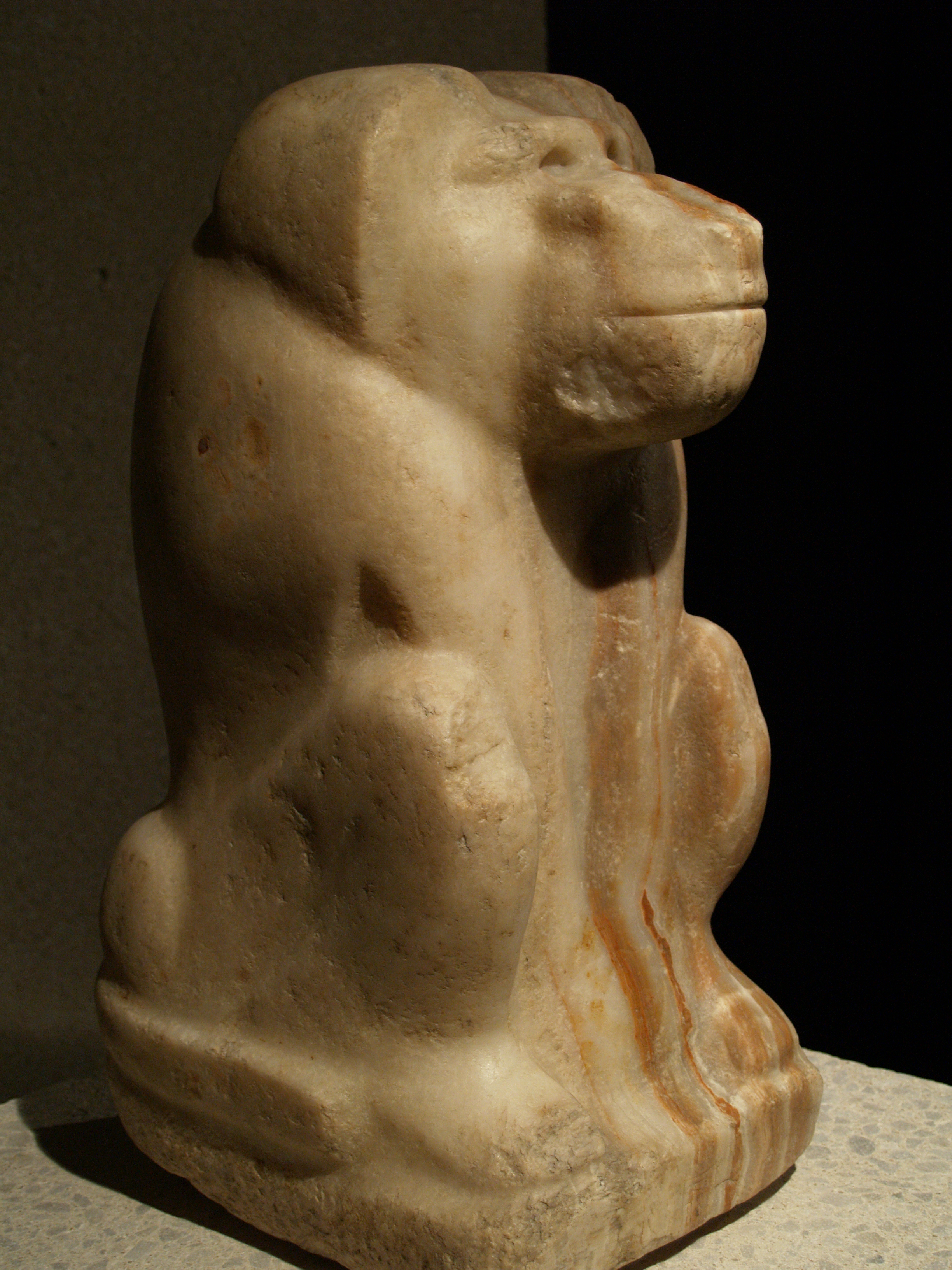
Albasten beeld van Hedjwer een baviaangodheid met aangeduid op de basis de naam van farao Narmer (ca. 3100 voor Chr.) Ägyptisches Museum
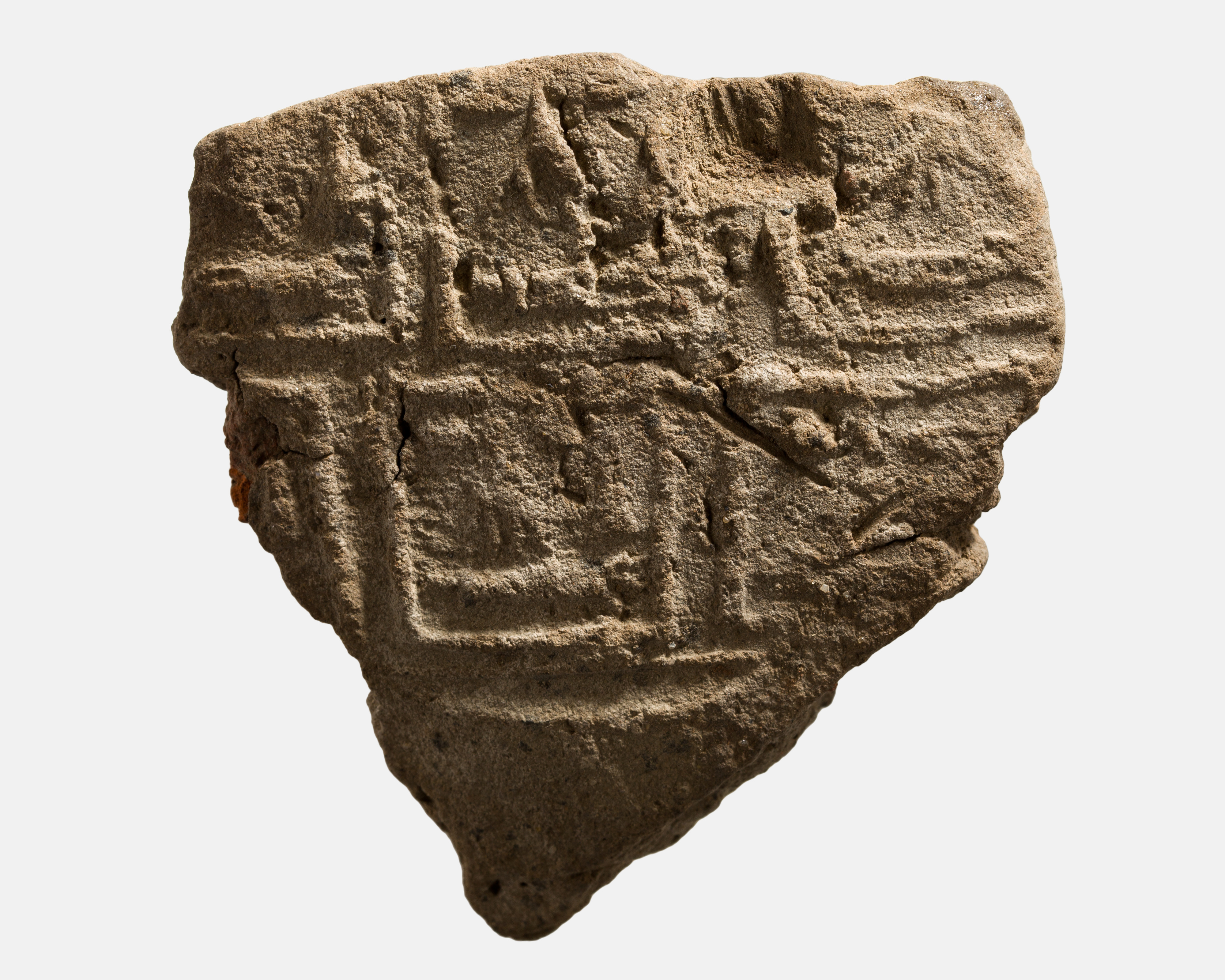
Scherf van een potdeksel dat aangeeft dat de inhoud ervan aan farao Narmer toekomt (ca. 3100 voor Chr.), Metropolitan Museum of Art Het werd gevonden bij Tarkhan
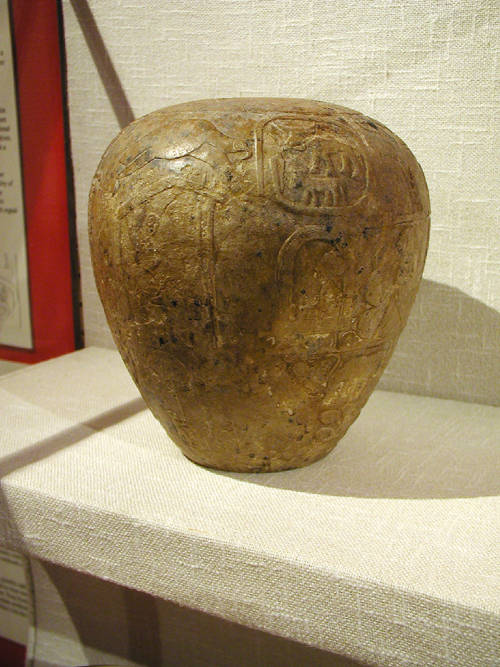
De kop van de Narmerstrijdknots (ca. 3100 voor Chr.) Ashmolean Museum Het werd gevonden in het tempelgebied van Hierakonpolis
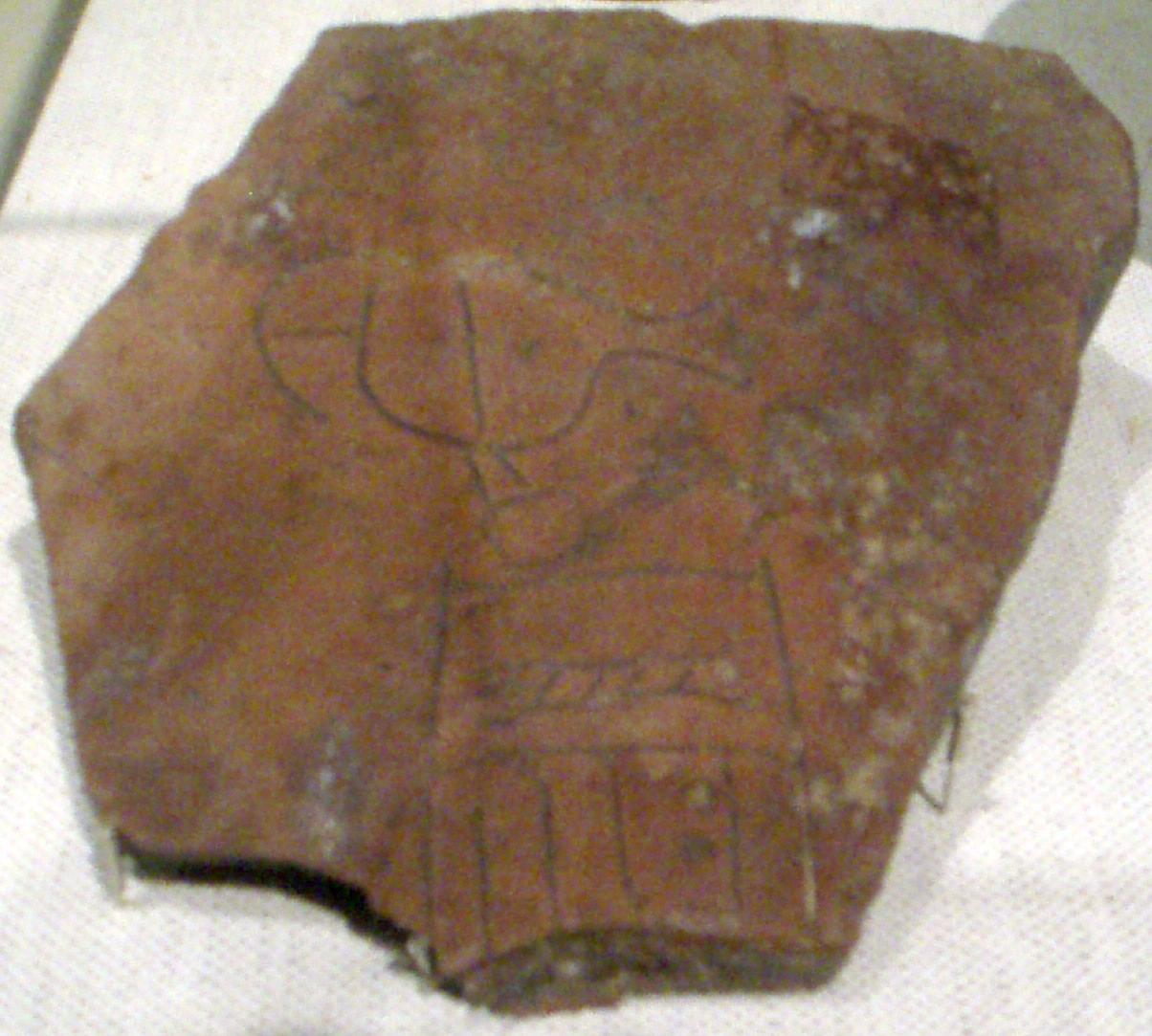
Aarden scherf met de serech van farao Narmer (ca. 3100 voor Chr.) Museum Of Fine Arts

## Documenten
- Het Narmerpalet. Dit voorwerp wordt beschouwd als een van de oudste historische documenten uit Egypte.
- De koningslijst in de graven van Qa'a en Den te Umm el-Qaab
- De knotskop van Narmer met afbeelding van Sed-festival, gevonden te Hierakonpolis
- Het graf van Narmer, Tombe B17 en B18 te Umm el-Qaab bij Abydos